# アウトストラーダ A17
アウトストラーダ A17（Autostrada A17）は、イタリアの高速道路（アウトストラーダ）でかつて用いられていた路線番号。ナポリとバーリを結ぶ路線に用いられていたが、1973年に路線の再編が行われ、この路線番号は使用されなくなった。かつてのA17は、現在のA14・A16の一部に含まれる。

## 歴史
1960年代後半、ナポリとバーリを結ぶアウトストラーダが建設されると、「A17」という番号が付された。
1973年、A14がランチャーノ - カノーザ間で開業すると、A17のカノーザ - バーリ間はA14の一部に組み込まれることとなった。また、ナポリ - カノーザ間はA16とされた。路線再編と改番の理由ははっきりとしないが、一見、数字の17に対する迷信（イタリアでは忌み数とされる）にみえる。
以後建設された他の路線でも、A17という路線番号は使用されていない。